# British Home Championship 1929/30
Die British Home Championship 1929/30 war die 42. Auflage des im Round-Robin-System ausgetragenen Fußballwettbewerbs zwischen den vier britischen Nationalmannschaften von England, Irland (ab 1950/51 Nordirland), Schottland und Wales.
| Pl. | Nationalmannschaft | Sp. | S | U | N | Tore    | Punkte |
| --- | ------------------ | --- | - | - | - | ------- | ------ |
| 1.  | England            | 3   | 3 | 0 | 0 | 014:200 | 06:0   |
| 2.  | Schottland         | 3   | 2 | 0 | 1 | 009:800 | 04:20  |
| 3.  | Irland             | 3   | 1 | 0 | 2 | 008:600 | 02:40  |
| 4.  | Wales              | 3   | 0 | 0 | 3 | 002:170 | 0:60   |

|                                               |   |            |           |
| 19. Oktober 1929 in Belfast (Windsor Park)    |   |            |           |
| Irland                                        | – | England    | 0:3 (0:2) |
| 26. Oktober 1929 in Cardiff (Ninian Park)     |   |            |           |
| Wales                                         | – | Schottland | 2:4 (0:2) |
| 20. November 1929 in London (Stamford Bridge) |   |            |           |
| England                                       | – | Wales      | 6:0 (2:0) |
| 1. Februar 1930 in Belfast (Celtic Park)      |   |            |           |
| Irland                                        | – | Wales      | 7:0 (2:0) |
| 22. Februar 1930 in Glasgow (Celtic Park)     |   |            |           |
| Schottland                                    | – | Irland     | 3:1 (1:1) |
| 5. April 1930 in London (Wembley Stadium)     |   |            |           |
| England                                       | – | Schottland | 5:2 (4:0) |